# Quocient d'encefalització
El quocient d'encefalització o EQ (de l'anglès: Encephalization Quotient) és una estimació aproximada de la possible intel·ligència d'un animal. Es defineix com el quocient entre la massa de l'encèfal i alló que s'esperaria trobar en un animal típic de les mateixes dimensions. Una mesura de la relació cervell/cos més directa és la proporció cervell-massa corporal, la qual només considera el pes net dels dos components sense ponderar la mida corporal.
Com més petit té el cos, menor és la massa cerebral esperada, en una relació al·lomètrica. Aleshores, el quocient d'encefalització s'obté dividint la massa real per la massa esperada.
La fórmula per al pes esperat de l'encèfal varia, però generalment és 
{\displaystyle {{Ew(brain)} \over {1g}}=0.12{\left({{w(body)} \over {1g}}\right)^{\frac {2}{3}}}}
, malgrat que per a algunes classes d'animals, la potència és 3/4 en lloc de 2/3. En termes generals, com més gran és un organisme, major és el pes de l'encèfal.
| Espècies                          | Quocient d'encefalització (EQ) |
| --------------------------------- | ------------------------------ |
| Humà (Homo sapiens)               | 7,4-7,8                        |
| Dofí mular (Tursiops truncatus)   | 4,14                           |
| Orca (Orcinus orca)               | 2,57-3,3                       |
| Caputxí bru (Sapajus apella)      | 2,8-3,1                        |
| Ximpanzé (Pan troglodytes)        | 2,2-2,5                        |
| Macaco rhesus (Macaca mulatta)    | 2,1                            |
| Elefant (Elephantidae)            | 1,13-2,36                      |
| Gos (Canis lupus familiaris)      | 1,2                            |
| Gat (Felis silvestris catus)      | 1,00                           |
| Cavall (Equus ferus caballus)     | 0,9                            |
| Ovella (Ovis orientalis aries)    | 0,8                            |
| Ratolí (Mus musculus)             | 0,5                            |
| Rata (Rattus)                     | 0,4                            |
| Conill (Oryctolagus cuniculus)    | 0,4                            |
| Catxalot (Physeter macrocephalus) | 0,28                           |

## Càlcul
Per a calcular el QE s'ha de conèixer el factor d'encefalització (C), calculat amb la fórmula:
{\displaystyle C={\frac {E}{S^{r}}}}
on E és el pes del cervell, S és el pes del cos i R és una constant que es determina empíricament. Dos dels possibles valors de r per als mamífers són 0,56 i 0,66.
Per a trobar el quocient d'encefalització s'ha de dividir C pel valor d'un mamífer mitjà.